# Misumenoides annulipes
Misumenoides annulipes är en spindelart som först beskrevs av O. Pickard-Cambridge 1891.  Misumenoides annulipes ingår i släktet Misumenoides och familjen krabbspindlar. Inga underarter finns listade i Catalogue of Life.